# Port Augusta
Pour les articles homonymes, voir Augusta.
Port Augusta est une ville (city) de l'Australie-Méridionale située à l'extrémité nord du golfe Spencer à 320 kilomètres au nord d'Adélaïde. Elle compte 13 874 habitants en 2006.

## Histoire
C'est un port naturel qui a été occupé le 24 mai 1852 par les européens Alexander Elder et John Grainger. Le port est nommé d'après Augusta Sophia, Lady Young, l'épouse du cinquième gouverneur d'Australie-Méridionale, Sir Henry Edward Fox Young.
La ville est située au point d'intersection des voies de chemin de fer: l'Indian Pacific, la voie de chemin de fer qui relie Sydney, Adélaïde et Perth d'une part et la Ghan qui relie Adélaïde, Alice Springs et Darwin d'autre part. Il existe deux liaisons ferroviaires hebdomadaires dans chaque direction. L'économie de la ville bénéficie de la proximité de la chaîne de Flinders

## Transports
La ville est desservie par un aéroport (Port Augusta Airport, code AITA : PUG, code OACI : YPAG).

## Économie
La ville s'est engagée dans la transition énergétique en 2015, et a depuis construit une centrale solaire thermodynamique et une centrale solaire photovoltaïque pour remplacer des centrales thermiques au charbon.

## Climat
La température a atteint 49,5 °C en janvier 2019.